# Северен Йоркшър
Северен Йоркшър (на английски: North Yorkshire) е административно неметрополно и церемониално графство в регион Йоркшър и Хъмбър, Англия. В състава му влизат 11 общини с обща площ от 8654 квадратни километра. Сред тях общините Йорк Сити, Редкар и Кливлънд, Мидълзбро и Стоктън на Тийс имат статут на унитарни (самоуправляващи се) единици в състава на графството. Населението на областта към 2005 година е 1 073 200 жители.

## География
Графството е разположено на североизточното крайбрежие на Англия. На юг граничи с графствата Западен Йоркшър, Южен Йоркшър и Източен Йоркшър. На запад са разположени Ланкашър и Къмбрия, а на север е графство Дърам.
Северен Йоркшър се простира на територия от 8654 квадратни километра, което прави графството най-голямото по площ в Англия.
В областта са разположени два от националните паркове на страната – „North York Moors“ и „Yorkshire Dales“.
Най-високата точка е възвишението „Уернсайд“ в западната част до границата с Къмбрия, издигащо се на 736 метра над морското равнище.
Главните реки в графството са Суейл и Юр, които формират река Оуз, протичаща през Йорк, и реката Тийс, която формира северната граница на областта с Дърам.
Най-големите градове в Северен Йоркшър са Йорк и Мидълзбро.

### Административно деление
| Област / графство | Община            | Община | Главен град     | Други селища |
| ----------------- | ----------------- | ------ | --------------- | ------------ |
| Северен Йоркшър   | Селби             |        | Селби           |              |
| Северен Йоркшър   | Хароугейт         |        | Хароугейт       |              |
| Северен Йоркшър   | Крейвън           |        | Скиптън         |              |
| Северен Йоркшър   | Ричмъндшър        |        | Ричмънд         |              |
| Северен Йоркшър   | Хамбълтън         |        | Норталътън      |              |
| Северен Йоркшър   | Рейдейл           |        | Мелтън          |              |
| Северен Йоркшър   | Скарбъро          |        | Скарбъро        |              |
| Северен Йоркшър   | Йорк Сити         |        | Йорк            |              |
| Северен Йоркшър   | Редкар и Кливлънд |        | Истън           |              |
| Северен Йоркшър   | Мидълзбро         |        | Мидълзбро       |              |
| Северен Йоркшър   | Стоктън на Тийс   |        | Стоктън на Тийс |              |

## Демография
Разпределение на населението по общини:
| Община            | Площ km2 | Население | Гъстота (жители/km2) |
| ----------------- | -------- | --------- | -------------------- |
| Селби             | 599.3    | 82 000    | 136.8                |
| Хароугейт         | 1308     | 160 500   | 122.7                |
| Крейвън           | 1177     | 56 200    | 47.7                 |
| Ричмъндшър        | 1319     | 51 500    | 39                   |
| Хамбълтън         | 1311     | 87 100    | 66.4                 |
| Рейдейл           | 1507     | 53 500    | 35.5                 |
| Скарбъро          | 816.5    | 108 500   | 132.9                |
| Йорк Сити         | 271.94   | 195 400   | 687                  |
| Редкар и Кливлънд | 244.9    | 139 500   | 569.6                |
| Мидълзбро         | 53.88    | 139 000   | 2579.8               |
| Стоктън на Тийс   | 203.9    | 191 900   | 941.1                |